# 12-Stunden-Rennen von Sebring 1966

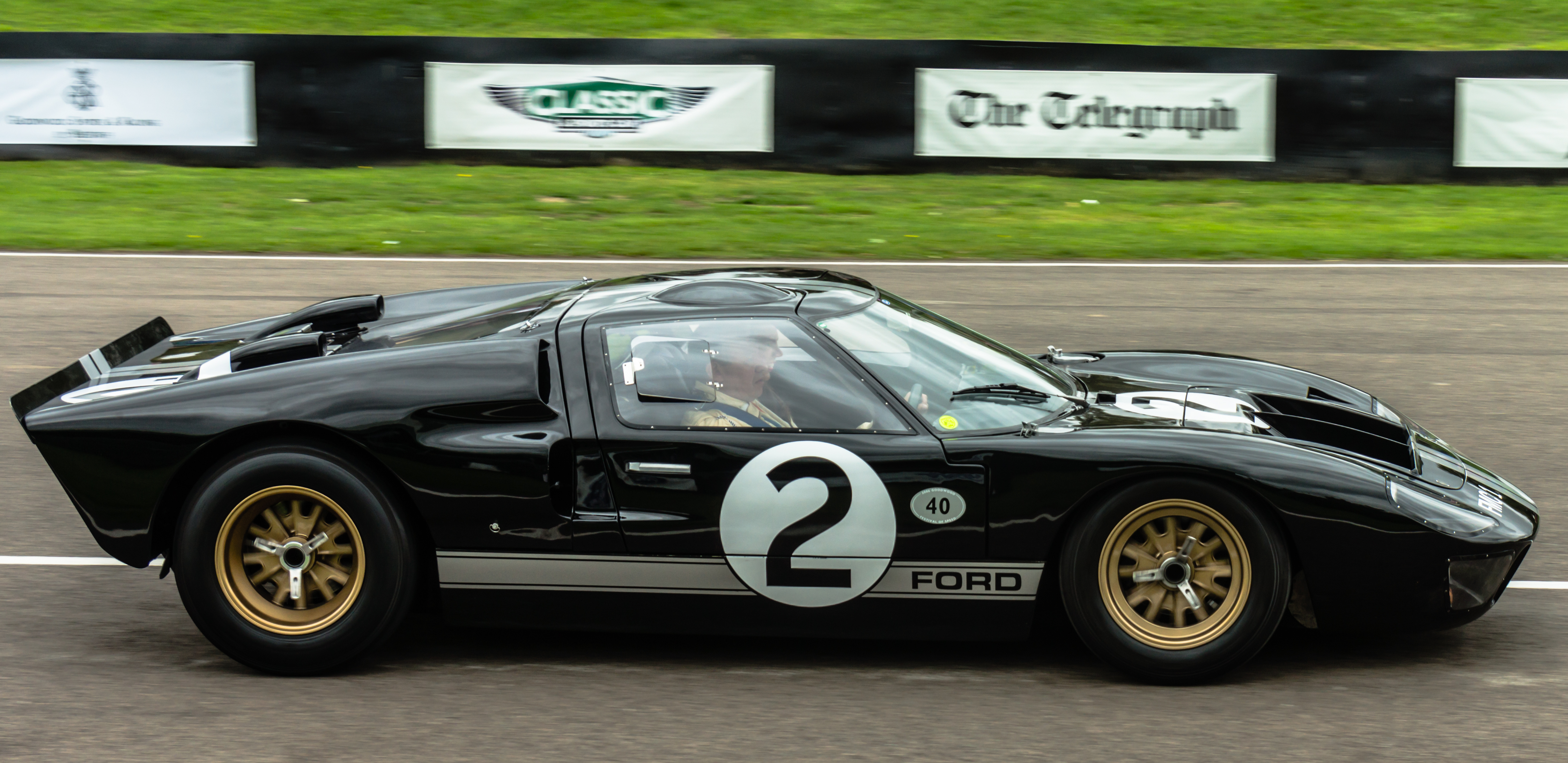
Der nach dem Rennende disqualifizierte Ford GT40 MK.II von Dan Gurney und Jerry Grant

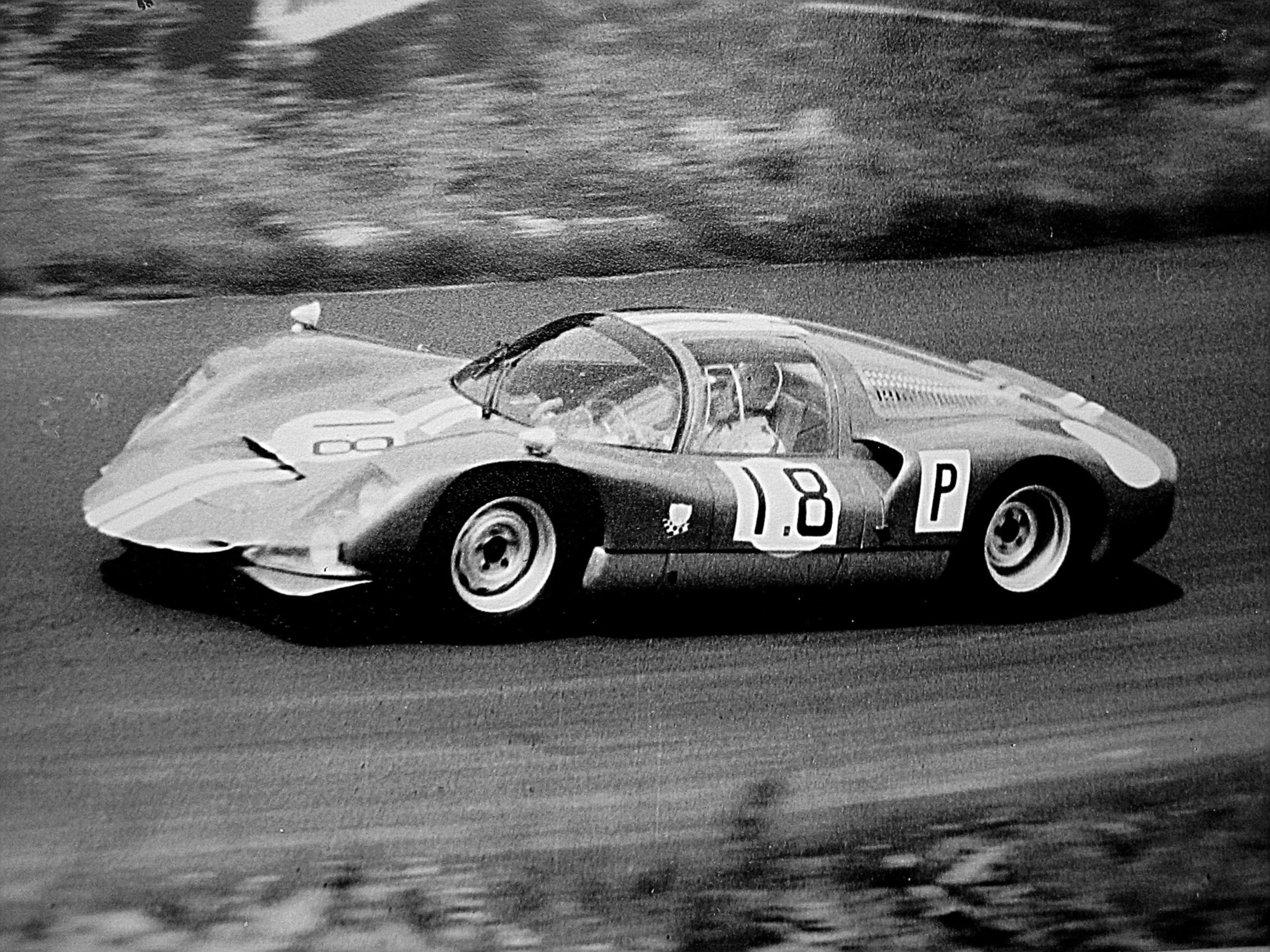
Der Charles-Vögele-Porsche 906 mit Joseph Siffert am Steuer drei Monate nach dem Sebring-Rennen beim 1000-km-Rennen auf der Nordschleife des Nürburgrings. Mit demselben Wagen beenden Siffert und Vögele das Rennen an der sechsten Stelle der Gesamtwertung

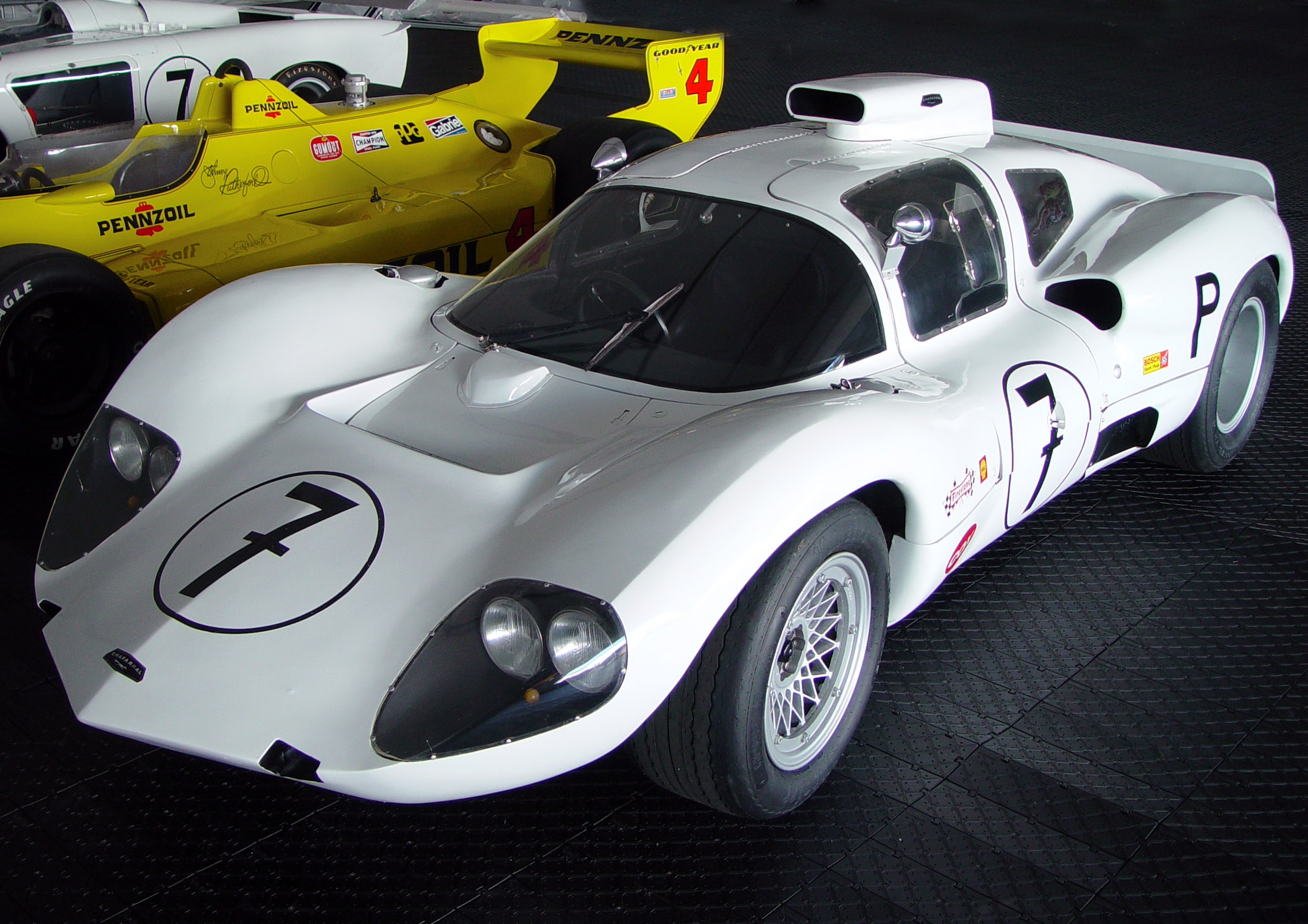
Chaparral 2D

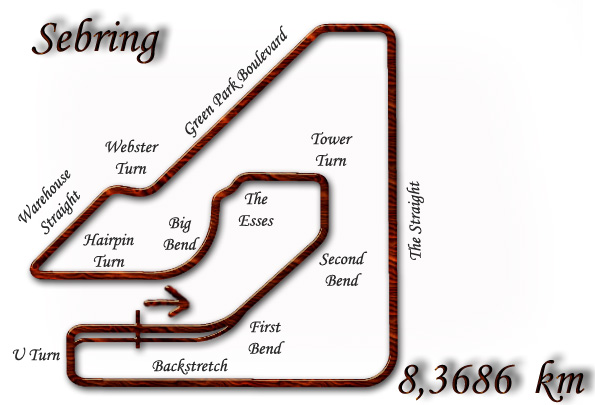
Der Streckenverlauf 1966 mit dem Webster Turn

Das 15. 12-Stunden-Rennen von Sebring, auch Sebring 12 Hours of Endurance for The Alitalia Trophy, Sebring, fand am 26. März 1966 auf dem Sebring International Raceway statt und war der zweite Wertungslauf der Sportwagen-Weltmeisterschaft dieses Jahres.

## Das Rennen
Nach der Abwesenheit 1965, als ein Konflikt über die Einteilung der Rennklassen mit den Veranstaltern nicht abschließend gelöst werden konnte, kehrte die Scuderia Ferrari als Werksteam nach Sebring zurück. Die Rennmannschaft aus Maranello meldete zwei Wagen, einen Dino 206S sowie einen 330P3. Der im Frühjahr 1966 entwickelte Dino 206S war das Nachfolgemodell des 206P aus dem Jahr 1965. Oft wurde er als „kleiner“ 330P3 bezeichnet, da sich die Karosserien, die beide bei Piero Drogo gebaut wurden, sehr ähnlich waren. Wie alle 1960er-Dino-Sportwagen hatte der Wagentyp einen 2-Liter-V6-Mittelmotor. Gefahren wurde der Wagen von den beiden Italienern Ludovico Scarfiotti und Lorenzo Bandini. Der 330P3 war die Weiterentwicklung des P2. Da Hubraumvergrößerung nicht zur Philosophie von Ferrari gehörte – die Ford GT40 hatten teilweise 7-Liter-V8-Motoren – war bessere Leistung nur durch ein reduziertes Gewicht und eine verbesserte Aerodynamik zu erreichen. Dieses verbesserte P-Modell pilotierten Mike Parkes und Bob Bondurant. Das North American Racing Team meldete für Pedro Rodríguez und Mario Andretti einen 365P2, die für Privatteams vorgesehene Variante der P-Modelle.
Die Ford-Teams brachten neben den GT40s bereits die MK.-II-Modelle nach Sebring. Dazu kam ein X1-Roadster, der von Carroll Shelby gemeldet und von Ken Miles und Lloyd Ruby gefahren wurde. Dieser Wagen war ein Einzelstück, ausgestattet mit einer Spyder-Karosserie, und ist nicht mit der späteren Targa-Dach-Variante des GT40 zu verwechseln. Vorjahressieger Jim Hall meldete zwei Chaparral 2D und Roger Penske zwei Chevrolet Corvette.
Porsche kam mit vier Werkswagen nach Sebring, zwei 906 und zwei 904 GTS. In den kleinen Klassen gab es Werksengagements von Autodelta für Alfa Romeo, der British Motor Corporation, der Donald Healey Motor Company und von Triumph.

### Fatale Unfälle
Im Qualifikationstraining hatte Dan Gurney im GT40 Mk. II mit 2:54.600 Minuten und einem Schnitt von 172,554 km/h die schnellste Rundenzeit erzielt und startete aus der Pole-Position. Als die Startflagge fiel, konnte Gurney den Wagen nicht rechtzeitig starten und kam erst zum Fahren, als der Führende Walt Hansgen in einem weiteren Mk. II wieder bei Start und Ziel ankam. Es folgte eine der größten Aufholjagden in der Geschichte des Rennens, und nach 24 Runden lag Gurney in Führung. In der vierten Rennstunde lagen Gurney und sein Rennpartner Jerry Grant komfortabel vor dem Werks-Ferrari von Parkes/Bondurant und dem X1 Roadster von Miles und Ruby an der Spitze, als der Kanadier Jean Ouellet in seinem GT40 zum Fahrerwechsel an die Box kam. Der in Rimouski geborene Ouellet fuhr einen der beiden privat gemeldeten GT40 aus seinem Heimatland und übergab das Steuer an seinen Kollegen Bob McLean, der im Training der Schnellste der vier Fahrer war. Den zweiten Wagen pilotierten Eppie Wietzes und Craig Fisher. McLean verließ die Box vollgetankt und mit vier neuen Reifen ausgestattet, als er vor der Haarnadel einen Reifen verlor. Der Wagen kam von der Strecke ab, überschlug sich mehrmals, rammte einen Telefonmasten und ging in Flammen auf. Für den Piloten kam jede Hilfe zu spät. Nach dem Bekanntwerden des fatalen Ausgangs zog das Team den zweiten Wagen zurück.
Wenig später ereignete sich ein zweiter Unfall, mit diesmal weitreichenderen Folgen. Für die Kollision zwischen Don Webster, der einen Porsche 906 fuhr, und Mario Andretti im Ferrari 356P2 gab es nach dem Rennen unterschiedliche Erklärungen. Die Folge dieses Zwischenfalls waren vier tote Zuschauer. Der beim Unfall schwer verletzte Webster sagte im Krankenhaus den anwesenden Journalisten, er wäre von dem sich vor ihm drehenden Ferrari von Andretti getroffen und dabei ins feuchte Gras der Webster-Kurve geschoben worden, wo er die Herrschaft über den Wagen verlor. Andretti wiederum gab zu Protokoll, dass er sich zwar gedreht, den Wagen von Webster dabei aber nicht berührt habe. Beim Ferrari klemmte beim Herunterschalten das Getriebe; statt vom vierten in den fünften, schaltete Andretti in den ersten Gang. Der Wagen brach ruckartig aus und drehte sich mehrmals um die eigene Achse. Websters Porsche prallte in ein altes Flughafengebäude und tötete beim Aufprall vier Menschen, die dort in einem für Zuschauer verbotenen Areal standen. Unter den Toten war Patricia Heacock, die Ehefrau eines Geschäftsmannes, der auch Funktionär des Rennens war.
Es war der schlimmste Unfall in der Geschichte des Rennens, und nach der Veranstaltung wurde heftige Kritik an den mangelnden Sicherheitsvorkehrungen laut. Zwischendurch stand sogar ein Ende des Rennens im Raum bzw. eine Verlegung an einen anderen Austragungsort.

### Drama am Rennende
Nach den Unfällen trat das Renngeschehen in den Hintergrund, dennoch gab es ein dramatisches Finale. Dan Gurney begann als überlegen Führender die letzte Rennrunde, in der der MK. II nach einem Motorschaden wenige hundert Meter vor der Ziellinie ausrollte. Gurney versuchte den Wagen über den Zielstrich zu schieben, wurde aber von Miles knapp vor der Linie überholt, der nur diese letzten paar Meter im Rennen führte. Zu allem Überfluss wurden Gurney und Grant nachträglich disqualifiziert, da Anschieben auf der Strecke verboten war. Für Miles und den zweitplatzierten Walt Hansgen war Sebring 1966 eines ihrer letzten Rennen. Beide verunglückten wenige Monate später bei Testfahrten tödlich.

## Ergebnisse

### Schlussklassement
| 1               | P + 5.0  | 1  | Shelby American Inc.        | Ken Miles Lloyd Ruby                      | Ford X1 Roadster               | 228 |
| 2               | P + 5.0  | 3  | Holman & Moody              | Walt Hansgen Mark Donohue                 | Ford GT40 MK.II                | 216 |
| 3               | S 5.0    | 19 | Essex Wire Corporation      | Skip Scott Peter Revson                   | Ford GT40                      | 213 |
| 4               | P 2.0    | 52 | Porsche System Engineering  | Hans Herrmann Joe Buzzetta                | Porsche 906                    | 209 |
| 5               | P 2.0    | 46 | SpA Ferrari SEFAC           | Ludovico Scarfiotti Lorenzo Bandini       | Ferrari Dino 206S              | 206 |
| 6               | P 2.0    | 49 | Charles Vögele              | Joseph Siffert Charles Vögele             | Porsche 906                    | 206 |
| 7               | S 2.0    | 54 | Porsche Germany             | George Follmer Peter Gregg                | Porsche 904 GTS                | 205 |
| 8               | P 2.0    | 50 | Ed Hugus                    | Lake Underwood Ed Hugus                   | Porsche 906                    | 204 |
| 9               | GT + 5.0 | 9  | Roger Penske                | George Wintersteen Ben Moore              | Chevrolet Corvette Sting Ray   | 201 |
| 10              | S + 5.0  | 6  | Scuderia Bear               | Bob Grossman Ed Lowther                   | Shelby Cobra Roadster          | 197 |
| 11              | GT + 5.0 | 8  | Harold Whims                | Donald Yenko Dave Morgan Harold Whims     | Shelby Cobra Roadster          | 197 |
| 12              | P + 4.0  | 4  | Holman & Moody              | A. J. Foyt Ronnie Bucknum                 | Ford GT40 Mk.II                | 192 |
| 13              | S 5.0    | 23 | Scuderia Bear               | Bruce Jennings Richard Holquist           | Ford GT40                      | 189 |
| 14              | S 1.6    | 63 | Autodelta SpA               | Giacomo Russo Gaston Andrey               | Alfa Romeo Giulia TZ2          | 189 |
| 15              | S 5.0    | 80 | Tom Payne                   | Bob Said Ray Cuomo John Addison           | Shelby Cobra                   | 188 |
| 16              | S 2.0    | 56 | Jacques Duval               | Jacques Duval Horst Kroll                 | Porsche 904 GTS                | 188 |
| 17              | GT 2.0   | 59 | British Motor Co.           | Roger Mac Peter Manton                    | MGB                            | 178 |
| 18              | P 2.0    | 67 | Donald Healey Motor Co.     | Paul Hawkins Timo Mäkinen                 | Austin-Healey Sprite           | 175 |
| 19              | GT 2.5   | 41 | Standard Triumph Motor Co.  | Steve Froines Bill Pendleton              | Triumph TR4A                   | 172 |
| 20              | GT 2.0   | 51 | RBM Motors                  | Jack Ryan Lin Coleman                     | Porsche 911                    | 168 |
| 21              | S 1.3    | 65 | Fred Baker                  | Fred Baker Bill Kirtley                   | Alpine A110                    | 168 |
| 22              | S + 5.0  | 7  | Space Science Service       | John Bentley Art Latta Herb Byrne         | Shelby Cobra 427               | 166 |
| 23              | GT 2.5   | 40 | Standard Triumph Motor Co.  | Dick Gilmartin Mike Rothschild            | Triumph TR4A                   | 162 |
| 24              | S 1.3    | 69 | Capt. Kenneth Sellers       | Kenneth Sellers Robert Shaw               | Alpine A110                    | 162 |
| 25              | S 2.0    | 58 | Carl Haas Automobiles       | William McKemie Fred Opert                | Elva Courier Mk.IV             | 153 |
| 26              | GT 2.5   | 42 | Standard Triumph Motor Co.  | Ludwig Heimrath senior Craig Hill         | Triumph TR4A                   | 151 |
| 27              | GT 2.5   | 92 | John Kingham                | Milo Vega Bob Kingham Herb Byrne          | Triumph TR4A                   | 131 |
| 28              | P 2.0    | 66 | Donald Healey Motor Co.     | Rauno Aaltonen Clive Baker                | Austin-Healey Sprite           | 121 |
| 29              | GT 5.0   | 32 | Richard Robson              | Rajah Rodgers Bill Buchman Richard Robson | Jaguar XKE                     | 121 |
| Disqualifiziert |          |    |                             |                                           |                                |     |
| 30              | P + 5.0  | 2  | Shelby American Inc.        | Dan Gurney Jerry Grant                    | Ford GT40 MK.II                | 227 |
| 31              | S 5.0    | 22 | William Wonder              | William Wonder Bob Brown                  | Ford GT40                      | 100 |
| 32              | P 3.0    | 43 | Fergus Import Motors        | Ben Hall Al Costner                       | Morgan Plus 4SS                | 35  |
| 33              | P 3.0    | 36 | Ross MacGrotty Chevrolet    | Russ MacGrotty Art Riley Ed Myers         | Yenko Stinger                  | 25  |
| Ausgefallen     |          |    |                             |                                           |                                |     |
| 34              | P 5.0    | 26 | North American Racing Team  | Pedro Rodríguez Mario Andretti            | Ferrari 365P2                  | 188 |
| 35              | P 2.0    | 48 | Otto Zipper                 | Don Wester Scooter Patrick                | Porsche 906                    | 182 |
| 36              | P 5.0    | 27 | SpA Ferrari SEFAC           | Mike Parkes Bob Bondurant                 | Ferrari 330P3                  | 172 |
| 37              | P 3.0    | 44 | British Motor Co.           | Paddy Hopkirk Andrew Hedges               | MGB                            | 157 |
| 38              | S 1.3    | 68 | Howard Hanna                | Howard Hanna Morrow Decker                | Matra Djet MB8S                | 148 |
| 39              | S 2.0    | 47 | Briggs Cunningham           | Briggs Cunningham Dave Jordan John Fitch  | Porsche 904 GTS                | 148 |
| 40              | S 5.0    | 25 | Alan Mann Racing            | John Whitmore Frank Gardner               | Ford GT40                      | 146 |
| 41              | S 5.0    | 24 | Alan Mann Racing            | Graham Hill Jackie Stewart                | Ford GT40                      | 142 |
| 42              | GT 2.0   | 85 | Continental Cars Ltd.       | Albert Ackerly Arch McNeill               | MGB                            | 137 |
| 43              | P 2.0    | 53 | Porsche System Engineering  | Gerhard Mitter Günter Klass               | Porsche 906                    | 120 |
| 44              | P 2.0    | 55 | Porsche System Engineering  | Udo Schütz Dieter Glemser                 | Porsche 904 GTS                | 114 |
| 45              | S 5.0    | 17 | Comstock Racing Team        | Eppie Wietzes Craig Fisher                | Ford GT40                      | 96  |
| 46              | S 2.0    | 57 | Wetanson & Ripley           | Millard Ripley Herb Wetanson              | Porsche 904 GTS                | 94  |
| 47              | P 2.0    | 87 | Keymo Motors Corporation    | Charlie Kolb John Fulp                    | Porsche 904/8 Bergspyder       | 87  |
| 48              | S 5.0    | 18 | Comstock Racing Team        | Bob McLean Jean Ouellet                   | Ford GT40                      | 83  |
| 49              | GT 5.0   | 82 | Terry Kohler                | Jerry Kohler Michael Reina Walt Biddle    | Shelby GT350                   | 71  |
| 50              | S 5.0    | 33 | Art Swanson                 | Art Swanson Robert Ennis                  | Ferrari 250LM                  | 70  |
| 51              | P + 5.0  | 10 | Roger Penske                | Dick Thompson Dick Guldstrand             | Chevrolet Corvette Grand Sport | 65  |
| 52              | S 1.6    | 62 | Autodelta SpA               | Lucien Bianchi Bernard Consten            | Alfa Romeo Giulia TZ2          | 61  |
| 53              | S 3.0    | 35 | Jack Slottag                | Jack Slottag Larry Perkins                | Ferrari 250 GTO                | 61  |
| 54              | P 3.0    | 39 | Standard Triumph Motor Co.  | Bob Tullius Charlie Gates                 | Triumph TR4A                   | 47  |
| 55              | S 5.0    | 21 | Peter Sutcliffe             | Innes Ireland Peter Sutcliffe             | Ford GT40                      | 47  |
| 56              | P + 5.0  | 11 | Chaparral Cars Inc.         | Hap Sharp Jim Hall                        | Chaparral 2D                   | 35  |
| 57              | S 5.0    | 20 | Essex Wire Corporation      | Masten Gregory Augie Pabst                | Ford GT40                      | 30  |
| 58              | P + 5.0  | 12 | Chaparral Cars Inc.         | Joakim Bonnier Phil Hill                  | Chaparral 2D                   | 27  |
| 59              | GT 1.6   | 60 | Autolab Imports             | Bob Colombosian John Todd                 | Lotus Elan                     | 25  |
| 60              | S 1.6    | 60 | Autodelta SpA               | Teodoro Zeccoli Giacomo Russo             | Alfa Romeo Giulia TZ2          | 22  |
| 61              | S 1.6    | 64 | Filippo Theodoli            | Sam Posey Harry Theodoracopulos           | Alfa Romeo Giulia TZ2          | 16  |
| 62              | S 1.3    | 89 | Sherman Smith               | Edgar Schantz Sherman Smith               | Abarth-Simca 1300 Bialbero     | 13  |
| 63              | GT 2.0   | 84 | Roger West                  | Roger West Tommy Charles                  | MGB                            | 7   |
| 64              | P 3.0    | 37 | McMillan Ring Free Oil Co.  | Donna Mae Mims John Luke                  | Yenko Stinger                  | 1   |
| Nicht gestartet |          |    |                             |                                           |                                |     |
| 65              | P 5.0    | 30 | Francis Gillebard           | Skip Hudson Francis Gillebard             | Ferrari 330P                   | 1   |
| 66              | GT 5.0   | 31 | Jaguar Cars of Winter Haven | Dave Hull Bob Kingham                     | Jaguar XKE                     | 2   |
| 67              | P 5.0    | 34 | Don Fong                    | Tom O’Brien George Parsons                | Ferrari 275P                   | 3   |
| 68              | GT 2.5   | 38 | Anatoly Arutunoff           | Anatoly Arutunoff Bryan Crow              | Lancia Flaminia Zagato         | 4   |

1 nicht gestartet
2 verstopfter Ölfilter
3 nicht gestartet
4 Elektrikschaden

### Nur in der Meldeliste
Hier finden sich Teams, Fahrer und Fahrzeuge, die ursprünglich für das Rennen gemeldet waren, aber aus den unterschiedlichsten Gründen daran nicht teilnahmen.
| Pos. | Klasse  | Nr. | Team                   | Fahrer                                            | Chassis               |
| ---- | ------- | --- | ---------------------- | ------------------------------------------------- | --------------------- |
| 69   | S 1.6   |     | Autolab Imports        | John Todd                                         | Lotus Elan            |
| 70   | S 2.0   |     | Art Riley              |                                                   | Volvo P1800           |
| 71   | S 2.0   |     | Brumos Porsche         | Peter Gregg George Barber                         | Porsche 904 GTS       |
| 72   | P + 5.0 | 5   | Kar Kraft              | Bruce McLaren                                     | Ford GTJ              |
| 73   | P 5.0   | 14  | Frank Arciero          | Bud Tingelstad Roger McCluskey                    | Arciero Mk2           |
| 74   | P 5.0   | 15  | de Tomaso Automobili   | Pierre Noblet Franco Bernabei Umberto Maglioli    | De Tomaso Sport 5000  |
| 75   | GT 5.0  | 16  | Ben Warren             | John Scott Ben Warren C. C. Canada Donald Russell | Shelby GT350          |
| 76   | P 5.0   | 28  | SpA Ferrari SEFAC      | Nino Vaccarella Jean Guichet                      | Ferrari 330P3         |
| 77   | P 5.0   | 29  | SpA Ferrari SEFAC      | Jean Guichet Lorenzo Bandini Bob Bondruant        | Ferrari 330P3         |
| 78   | P 2.0   | 45  | SpA Ferrari SEFAC      | Giampiero Biscaldi Mario Casoni                   | Ferrari Dino 206S     |
| 79   | S + 5.0 | 81  | Archway Ford           | Harold Keck Gary Morgan                           | Shelby Cobra          |
| 80   | GT 5.0  | 83  | Michael Reina          | Don Kearney Michael Reina                         | Shelby GT350          |
| 81   | GT 2.0  | 86  | Kenneth Chambliss      | Ernie Croucher Pete Glenn                         | MGB                   |
| 82   | S 1.6   | 90  | Eduardo Dibós Chappuis | Eduardo Dibós Chappuis Mario Colabattisti         | Alfa Romeo Giulia TZ2 |

### Klassensieger
| Klasse   | Fahrer             | Fahrer         | Fahrzeug                     | Platzierung im Gesamtklassement |
| -------- | ------------------ | -------------- | ---------------------------- | ------------------------------- |
| P + 5.0  | Ken Miles          | Lloyd Ruby     | Ford X1 Roadster             | Gesamtsieg                      |
| P 2.0    | Hans Herrmann      | Joe Buzzetta   | Porsche 906                  | Rang 4                          |
| S + 5.0  | Bob Grossman       | Ed Lowther     | Shelby Cobra Roadster        | Rang 10                         |
| S 5.0    | Skip Scott         | Peter Revson   | Ford GT40                    | Rang 3                          |
| S 2.0    | George Follmer     | Peter Gregg    | Porsche 904 GTS              | Rang 7                          |
| S 1.6    | Giacomo Russo      | Gaston Andrey  | Alfa Romeo Giulia TZ2        | Rang 14                         |
| S 1.3    | Fred Baker         | Bill Kirtley   | Alpine A110                  | Rang 21                         |
| GT + 5.0 | George Wintersteen | Ben Moore      | Chevrolet Corvette Sting Ray | Rang 9                          |
| GT 2.5   | Steve Froines      | Bill Pendleton | Triumph TR4A                 | Rang 19                         |
| GT 2.0   | Roger Mac          | Peter Manton   | MGB                          | Rang 17                         |

### Renndaten
- Gemeldet: 82
- Gestartet: 64
- Gewertet: 29
- Rennklassen: 10
- Zuschauer: unbekannt
- Wetter am Renntag: warm und trocken
- Streckenlänge: 8,369 km
- Fahrzeit des Siegerteams: 12:01:14,800 Stunden
- Gesamtrunden des Siegerteams: 228
- Gesamtdistanz des Siegerteams: 1908,038 km
- Siegerschnitt: 158,728 km/h
- Pole Position: Dan Gurney – Ford GT40 MK.II (#2) – 2:54,600 = 172,554 km/h
- Schnellste Rennrunde: Jerry Grant – Ford GT40 MK.II (#2) – 2:54,800 = 172,351 km/h
- Rennserie: 2. Lauf zur Sportwagen-Weltmeisterschaft 1966